# ФК «Шахтёр» Караганда в сезоне 1989
Сезон 1989 — Тридцать второй сезон для «Шахтёра» в чемпионатах СССР, а также шестнадцатый в дивизионе второй лиги.

## Чемпионат СССР 1989 (вторая лига)

### Зональный турнир (8 зона)

#### Турнирная таблица
| М  | Команда                   | 1   | 2   | 3   | 4   | 5   | 6   | 7   | 8   | 9   | 10  | 11  | 12  | 13  | 14  | 15  | 16  | 17  | 18  | И  | В  | Н | П  | М     | О  |
| -- | ------------------------- | --- | --- | --- | --- | --- | --- | --- | --- | --- | --- | --- | --- | --- | --- | --- | --- | --- | --- | -- | -- | - | -- | ----- | -- |
| 1  | «Трактор» Павлодар        |     | 3:1 | 2:0 | 4:0 | 2:0 | 3:2 | 2:1 | 4:0 | 4:0 | 2:1 | 0:0 | 3:0 | 4:1 | 3:0 | 4:0 | 6:1 | 6:0 | 3:0 | 34 | 25 | 3 | 6  | 82-25 | 53 |
| 2  | «Алга» Фрунзе             | 1:1 |     | 4:0 | 3:1 | 3:1 | 4:1 | 1:0 | 3:0 | 2:1 | 1:1 | 6:2 | 4:0 | 5:1 | 3:0 | 4:0 | 4:0 | 3:0 | 5:0 | 34 | 23 | 6 | 5  | 87-26 | 52 |
| 3  | «Целинник» Целиноград     | 1:0 | 2:1 |     | 1:0 | 2:1 | 3:1 | 1:0 | 4:2 | 2:1 | 0:0 | 2:0 | 1:0 | 2:1 | 1:0 | 5:0 | 3:0 | 3:0 | 3:0 | 34 | 23 | 6 | 5  | 49-21 | 52 |
| 4  | «Мелиоратор» Чимкент      | 2:0 | 2:2 | 0:0 |     | 1:0 | 2:1 | 4:0 | 3:0 | 0:0 | 1:1 | 2:0 | 3:0 | 2:1 | 5:1 | 3:2 | 2:1 | 4:0 | 2:0 | 34 | 21 | 7 | 6  | 52-27 | 49 |
| 5  | «Шахтёр» Караганда        | 0:1 | 0:3 | 0:0 | 1:1 |     | 2:1 | 1:2 | 1:0 | 3:2 | 1:0 | 1:0 | 3:1 | 2:1 | 1:0 | 3:1 | 4:0 | 1:0 | 3:1 | 34 | 20 | 3 | 11 | 46-35 | 43 |
| 6  | «Химик» Джамбул           | 1:0 | 2:1 | 1:1 | 3:0 | 2:1 |     | 1:1 | 0:0 | 1:0 | 3:1 | 2:0 | 1:0 | 4:2 | 3:0 | 3:2 | 4:1 | 2:0 | 3:1 | 34 | 18 | 5 | 11 | 59-44 | 41 |
| 7  | «Мелиоратор» Кзыл-Орда    | 1:2 | 0:0 | 2:0 | 0:0 | 1:1 | 1:0 |     | 2:0 | 3:2 | 3:0 | 0:1 | 2:0 | 3:0 | 1:0 | 4:0 | 2:1 | 2:0 | 2:0 | 34 | 17 | 7 | 10 | 47-27 | 41 |
| 8  | «Экибастузец» Экибастуз   | 3:1 | 0:0 | 0:0 | 0:1 | 4:1 | 1:1 | 1:0 |     | 0:0 | 0:0 | 1:0 | 2:1 | 5:0 | 2:1 | 4:0 | 3:1 | 2:0 | 2:0 | 34 | 16 | 9 | 9  | 50-35 | 41 |
| 9  | «Спартак» Семипалатинск   | 0:4 | 2:1 | 1:2 | 0:0 | 0:2 | 1:0 | 2:1 | 3:1 |     | 3:0 | 1:1 | 2:0 | 3:1 | 4:0 | 3:2 | 1:0 | 2:1 | 4:2 | 34 | 15 | 6 | 13 | 49-43 | 36 |
| 10 | «Актюбинец» Актюбинск     | 0:0 | 1:0 | 0:1 | 0:1 | 0:1 | 2:1 | 1:1 | 2:3 | 2:0 |     | 1:0 | 2:1 | 1:0 | 3:0 | 1:0 | 2:1 | 1:0 | 4:1 | 34 | 13 | 8 | 13 | 35-34 | 34 |
| 11 | «Энергетик» Кустанай      | 0:2 | 0:2 | 1:0 | 1:0 | 4:1 | 0:1 | 0:1 | 0:1 | 1:1 | 1:0 |     | 1:1 | 1:0 | 1:0 | 3:1 | 1:0 | 2:0 | 4:0 | 34 | 13 | 7 | 14 | 33-38 | 33 |
| 12 | «Восток» Усть-Каменогорск | 4:2 | 0:2 | 1:4 | 2:0 | 0:1 | 4:1 | 1:1 | 4:3 | 2:2 | 2:0 | 4:0 |     | 4:0 | 4:0 | 5:0 | 1:1 | 5:0 | 3:1 | 34 | 14 | 4 | 16 | 60-49 | 32 |
| 13 | «Алай» Ош                 | 0:3 | 2:4 | 2:0 | 1:2 | 2:1 | 4:2 | 1:1 | 0:1 | 0:2 | 1:0 | 1:1 | 1:0 |     | 1:1 | 4:3 | 2:0 | 1:0 | 3:2 | 34 | 12 | 3 | 19 | 42-64 | 27 |
| 14 | «Джезказганец» Джезказган | 0:2 | 0:0 | 0:0 | 0:1 | 0:2 | 2:2 | 1:0 | 1:1 | 1:0 | 1:1 | 2:1 | 2:1 | 0:3 |     | 1:0 | 1:0 | 1:1 | 2:2 | 34 | 9  | 8 | 17 | 23-52 | 26 |
| 15 | «Жетысу» Талды-Курган     | 1:2 | 2:3 | 0:1 | 1:2 | 0:1 | 2:1 | 2:1 | 1:1 | 2:1 | 2:1 | 1:2 | 3:1 | 3:1 | 0:1 |     | 1:1 | 6:2 | 6:1 | 34 | 10 | 2 | 22 | 50-72 | 22 |
| 16 | «Авангард» Петропавловск  | 2:0 | 0:3 | 0:2 | 1:2 | 0:1 | 0:3 | 1:4 | 0:3 | 1:0 | 0:2 | 2:3 | 0:4 | 2:0 | 2:1 | 1:0 |     | 2:1 | 1:0 | 34 | 8  | 2 | 24 | 25-68 | 18 |
| 17 | «Уралец» Уральск          | 0:4 | 0:4 | 0:1 | 0:1 | 0:2 | 1:3 | 0:1 | 0:0 | 0:1 | 1:1 | 1:1 | 0:1 | 0:1 | 1:2 | 0:3 | 0:1 |     | 3:0 | 34 | 2  | 4 | 28 | 16-72 | 8  |
| 18 | РШВСМ Алма-Ата            | 2:3 | 1:4 | 0:1 | 0:2 | 0:2 | 1:2 | 0:3 | 0:4 | 1:4 | 1:3 | 0:0 | 1:3 | 0:3 | 0:1 | 1:3 | 2:1 | 2:4 |     | 34 | 1  | 2 | 31 | 23-96 | 4  |

#### Матчи
Победа
 Ничья
 Поражение
| 2 мая 1989 1 тур | Жетысу     | 0:1                 | Шахтёр (Караганда) | Талды-Курган                                                        |
| | Карпенко ? | (отчёт 1) (отчёт 2) | Грицаев ?          | Стадион: Спартак Зрителей: 7 000 Судья: Владимир Миронов (Алма-Ата) |
| Жетысу: Ерохин, Н. Кожабергенов, А. Кожабергенов, Ситалов, Низаметдинов, Кройтор, Абдрахманов, Дузев (Карпенко 55), Петушков, Бредихин, Жанузаков Шахтёр (Караганда): Ишутин, Мищенко, Павлюк, Деркач, Тедешвили, Давыдов, Булахов, Дубков (Александров 87), Нестеров (Асылбаев 89), Пуль (Лыженков 60, Першин 85), Грицаев |            |                     |                    |                                                                     |

| 5 мая 1989 2 тур | Спартак (Семипалатинск) | 0:2                 | Шахтёр (Караганда)     | Семипалатинск                                                     |
| |                         | (отчёт 1) (отчёт 2) | Грицаев ? · Лыженков ? | Стадион: Спартак Зрителей: 13 000 Судья: Валерий Агеев (Кустанай) |
| Спартак (Семипалатинск): Райсханов, Ильясов, Цареградский (Сидоров 46), Рымбаев, Вишняков, Сламбеков, Ерёмин (Замотин 82), Логинов, Парфентьев, Суродеев, Пономаренко (Борисевич 68) Шахтёр (Караганда): Ишутин, Мищенко, Павлюк, Деркач, Тедешвили, Давыдов (Лыженков 58), Булахов (Александров 86), Дубков (Кeксель 85), Асылбаев, Пуль (Першин 81), Грицаев |                         |                     |                        |                                                                   |

| 9 мая 1989 3 тур | Шахтёр (Караганда) | 1:0                 | Уралец (Уральск) | Караганда                                                              |
| | Дубков ?           | (отчёт 1) (отчёт 2) |                  | Стадион: Шахтёр Зрителей: 22 000 Судья: Александр Костромин (Павлодар) |
| Шахтёр (Караганда): Ишутин, Мищенко, Павлюк, Деркач, Тедешвили, Давыдов (Першин 61), Лыженков (Александров 80), Дубков, Асылбаев (Кeксель 89), Пуль (Нестеров 46), Грицаев Уралец (Уральск): Жебин, Коновалов, Мищенко, Панфёров, Марченко, Ваулин (Пышник 78), Семенович, Мытник (Кенетаев 78), Глевич, Зобнин, Засимов (Борисовский 46) |                    |                     |                  |                                                                        |

| 12 мая 1989 4 тур | Шахтёр (Караганда) | 1:0                 | Актюбинец | Караганда                                                        |
| | Грицаев 2′         | (отчёт 1) (отчёт 2) | Гусев ?   | Стадион: Шахтёр Зрителей: 20 000 Судья: Евгений Шкарин (Чимкент) |
| Шахтёр (Караганда): Ишутин, Мищенко, Павлюк, Деркач, Тедешвили, Александров (Кeксель 34), Нестеров, Дубков, Асылбаев (Першин 46), Пуль (Предигер 75, Бем 80), Грицаев Актюбинец: Субботин, Сеновалов, Гусев, Романов, Леменчук, Криушенко, Курнаев, Чмиль (Чугай 46), Михальчук (Ганин 34), Шапкин, Платонычев (Дроценко 68) |                    |                     |           |                                                                  |

| 18 мая 1989 5 тур | Джезказганец | 0:2                 | Шахтёр (Караганда)   | Джезказган                                                            |
| | Головлёв ?   | (отчёт 1) (отчёт 2) | Дубков ? · Грицаев ? | Стадион: Металлург Зрителей: 8 000 Судья: Игорь Джилкибаев (Алма-Ата) |
| Джезказганец: Борисов, Сук, Пантин, Копылов, Дёмин, Бектурганов, Ибраев, Головлёв, Пискунов (Бадагулов 70), Казаков (Бондарь 65), Яркин Шахтёр (Караганда): Ишутин, Мищенко, Павлюк, Деркач, Тедешвили, Кeксель (Асылбаев 80), Булахов, Дубков, Нестеров, Пуль (Александров 78), Грицаев (Першин 88) |              |                     |                      |                                                                       |

| 27 мая 1989 7 тур | Экибастузец                                      | 4:1                 | Шахтёр (Караганда) | Экибастуз                                                              |
| | Решетнев ? · Курганский ? · Сафонов ? · Щёткин ? | (отчёт 1) (отчёт 2) | Лыженков ?         | Стадион: Шахтёр Зрителей: 8 800 Судья: Анатолий Чернов (Семипалатинск) |
| Экибастузец: Пестрецов (Ненашев 86), Спарышев, Кадейкин, Гнездилов, Савин, Чупров (Карзаков 85), Решетнев, Курганский (Тельнов 87), Тризна (Сафонов 46), Белов, Краснобаев (Щёткин 83) Шахтёр (Караганда): Ишутин, Мищенко, Павлюк, Деркач (Асылбаев 78), Тедешвили, Кeксель (Лыженков 46), Булахов, Дубков, Пуль, Нестеров (Фомин 46), Грицаев |                                                  |                     |                    |                                                                        |

| 30 мая 1989 8 тур | Целинник (Целиноград)     | 2:1                 | Шахтёр (Караганда) | Целиноград                                                                                   |
| | Близнюк 47′ · Печеник 71′ | (отчёт 1) (отчёт 2) | Грицаев 38′        | Стадион: имени Хаджимукана Мунайтпасова Зрителей: 11 000 Судья: Александр Кулаков (Алма-Ата) |
| Целинник (Целиноград): Гроздов, Ю. Коньков, В. Коньков, Близнюк, Свечников, Азовский, Ташенев (Притеев 85), Сорокин (Федотов 35), Казьмирчук (Печеник 63), Демян (Бакулин 87), Кариев Шахтёр (Караганда): Ишутин, Мищенко, Павлюк, Деркач, Тедешвили, Кeксель (Лыженков 80), Булахов, Дубков, Пуль, Нестеров (Фомин 75), Грицаев |                           |                     |                    |                                                                                              |

| 5 июня 1989 9 тур | Шахтёр (Караганда)           | 4:0                 | Авангард (Петропавловск) | Караганда                                                            |
| | Пуль ? · Фомин ? · Грицаев ? | (отчёт 1) (отчёт 2) |                          | Стадион: Шахтёр Зрителей: 15 000 Судья: Курманбек Ордабаев (Чимкент) |
| Шахтёр (Караганда): Ишутин (Фальков 80), Мищенко, Лыженков, Деркач, Тедешвили, Кeксель (Давыдов 46), Булахов, Дубков (Першин 65), Пуль, Фомин (Нестеров 60), Грицаев (Асылбаев 70) Авангард (Петропавловск): Мясковский (Решетников 75), Сысоев, Демченко, Салыбеков, Самохин, Хужинов, Мухамеджанов, Долгов (Кузнецов 70), Арендт, Виноградов (Иванов 60), Гладышев (Калентьев 60) |                              |                     |                          |                                                                      |

| 8 июня 1989 10 тур | Шахтёр (Караганда) | 1:0                 | Энергетик            | Караганда                                                          |
| | Пуль ? · Фомин ?   | (отчёт 1) (отчёт 2) | Гриджан ? · Ширяев ? | Стадион: Шахтёр Зрителей: 2 000 Судья: Николай Дрютов (Целиноград) |
| Шахтёр (Караганда): Ишутин, Мищенко, Павлюк, Деркач, Тедешвили, Давыдов (Кeксель 46, Асылбаев 70), Булахов, Дубков (Першин 73), Пуль (Лыженков 46), Фомин (Нестеров 52), Грицаев Энергетик: Кузнецов, Гриджан, Кучерук, Галкин, Ширяев, Смирнов (Будник 46), Финашутин (Беседа 80), Лелюк, Кириллов (Вороговский 65), Вельман, Дудкин |                    |                     |                      |                                                                    |

| 16 июня 1989 11 тур | Восток | 0:1                 | Шахтёр (Караганда) | Усть-Каменогорск                                                 |
| |        | (отчёт 1) (отчёт 2) | Пуль ? · Деркач ?  | Стадион: Восток Зрителей: 10 000 Судья: Валерий Агеев (Кустанай) |
| Восток: Ульянов, Момотов, Митрофанов (Салий 21), Федченко, Евтеев (Утробин 46), Акельев (Седешев 21), Золотарёв, Щербаков (Зеленцов 23), Авдеенко, Гасанов, Шанин Шахтёр (Караганда): Ишутин, Мищенко, Павлюк, Деркач, Тедешвили, Давыдов (Кeксель 35), Булахов, Лыженков (Александров 55), Фомин (Асылбаев 85), Нестеров (Пуль 55), Грицаев (Першин 80) |        |                     |                    |                                                                  |

| 19 июня 1989 12 тур | Трактор (Павлодар)                            | 2:0                 | Шахтёр (Караганда)      | Павлодар                                                            |
| | Берников ? · Рылов ? · Садуов 25' · Манюк 55' | (отчёт 1) (отчёт 2) | Деркач 23' · Павлюк 55' | Стадион: Трактор Зрителей: 15 000 Судья: Игорь Полукаров (Алма-Ата) |
| Трактор (Павлодар): Паюров (Высоцкий 87), Рылов (Кучерявых 73), Иванов, Манюк (Абдуалиев 84), Садуов, Гладких, Никитенко, Просеков, Берников (Ибрагимов 84), В. Новиков (Байсуфинов 86), Гончаренко Шахтёр (Караганда): Ишутин, Мищенко, Павлюк (Нестеров 57), Деркач, Тедешвили, Кeксель (Давыдов 57), Булахов, Лыженков (Асылбаев 75), Фомин, Пуль, Грицаев |                                               |                     |                         |                                                                     |

| 24 июня 1989 13 тур | Шахтёр (Караганда) | 0:3                 | Алга                    | Караганда                                                       |
| |                    | (отчёт 1) (отчёт 2) | Закиров ? · Гудименко ? | Стадион: Шахтёр Зрителей: 20 000 Судья: Стёпа Геворкян (Ереван) |
| Шахтёр (Караганда): Ишутин, Мищенко, Павлюк, Александров, Тедешвили, Давыдов (Кeксель 46, Першин 51), Булахов, Лыженков, Пуль, Фомин (Нестеров 46), Грицаев Алга: Батраев, Корзанов, Асанбаев, Закиров, Тойчиев, Осиновский (Урмеев 89), Маркин, Филимонов, Аджиев (Никитин 84), Гудименко (Казьмирчук 86), Фасахов |                    |                     |                         |                                                                 |

| 27 июня 1989 14 тур | Шахтёр (Караганда) | 2:1                 | Алай                                  | Караганда                                                     |
| | Фомин ?            | (отчёт 1) (отчёт 2) | Азимов ? · Васильев 43' · Маценко 55' | Стадион: Шахтёр Зрителей: 12 000 Судья: Алексей Гарт (Москва) |
| Шахтёр (Караганда): Ишутин, Мищенко, Павлюк, Деркач, Тедешвили, Першин, Булахов, Лыженков (Асылбаев 55), Фомин, Пуль, Грицаев (Александров 89) Алай: Фахрутдинов, Куслин, Маценко, Пикулин, Рогованов (Азимов 60), Ровенский, Кузнецов, Васильев, Ильченко, Хохлачёв, Лисичкин |                    |                     |                                       |                                                               |

| 5 июля 1989 15 тур | Мелиоратор (Чимкент) | 1:0                 | Шахтёр (Караганда) | Чимкент                                                                           |
| | Горбунов ? (пен.)    | (отчёт 1) (отчёт 2) | Грицаев 28'        | Стадион: имени 50 лет Октября Зрителей: 4 500 Судья: Александр Кулаков (Алма-Ата) |
| Мелиоратор (Чимкент): Радтке, Тётушкин, Иксанов (Жумаханов 83), Горбунов, Скляров, Ирисбеков (Асанов 84), Суюмагамбетов, Ваганов (Тен 46), Кенжебаев, Яромко (Хасанов 73), Толмачёв (Айрих 68) Шахтёр (Караганда): Ишутин, Мищенко, Павлюк, Деркач, Кeксель, Лыженков, Першин (Асылбаев 50), Дубков, Давыдов (Булахов 57), Нестеров (Александров 81), Грицаев |                      |                     |                    |                                                                                   |

| 8 июля 1989 16 тур | Мелиоратор (Кзыл-Орда) | 1:1                 | Шахтёр (Караганда) | Кзыл-Орда                                                                         |
| | Турмагамбетов ? (пен.) | (отчёт 1) (отчёт 2) | Лыженков ?         | Стадион: имени Гани Муратбаева Зрителей: 5 000 Судья: Владимир Миронов (Алма-Ата) |
| Мелиоратор (Кзыл-Орда): Малисов, Кулумбетов, Ахмедов (Абильдаев 70), Калымбетов, Есмуратов, Дочу, ?, Турмагамбетов, Холматов (Каликов 60), Когай, Ибрагимов Шахтёр (Караганда): Ишутин, Мищенко, Павлюк, Деркач, Кeксель, Лыженков, Булахов (Предигер 60), Дубков (Давыдов 46, Александров 70), Фомин (Асылбаев 75), Нестеров, Грицаев |                        |                     |                    |                                                                                   |

| 13 июля 1989 17 тур | Шахтёр (Караганда) | 2:1                 | Химик (Джамбул) | Караганда                                                                  |
| | Нестеров ?         | (отчёт 1) (отчёт 2) | Сыздыков ?      | Стадион: Шахтёр Зрителей: 20 000 Судья: Олег Вялов (Алма-Атинская область) |
| Шахтёр (Караганда): Ишутин, Мищенко, Павлюк, Деркач, Кeксель, Лыженков, Булахов, Дубков, Фомин, Нестеров, Грицаев (Александров 86) Химик (Джамбул): Алиев, Тагиев, Кириллов, Марьянков, Колбешкин (Демченко 90), Шмариков, Щербаков, Огай, Сыздыков, Юдин, Пацай |                    |                     |                 |                                                                            |

| 16 июля 1989 18 тур | Шахтёр (Караганда)                | 3:1                 | РШВСМ      | Караганда                                                           |
| | Предигер ? · Фомин ? · Нестеров ? | (отчёт 1) (отчёт 2) | Глазунов ? | Стадион: Шахтёр Зрителей: 10 000 Судья: Григорий Лория (Целиноград) |
| Шахтёр (Караганда): Ишутин, Мищенко, Павлюк, Деркач, Кeксель, Лыженков (Асылбаев 75), Предигер, Дубков (Александров 60), Фомин, Нестеров, Грицаев (Абильдаев 75) РШВСМ: Убыкин, Банкожитенко, Зайцев, Каретников, Какаев, Конюхов (Адамбеков 80), Муратиди (Туров 46), Тарасов (Трофимов 60), Кабыш (Зверев 70), Почкунов, Глазунов |                                   |                     |            |                                                                     |

| 3 августа 1989 19 тур | РШВСМ | 0:2                 | Шахтёр (Караганда)                     | Алма-Ата                                                             |
| |       | (отчёт 1) (отчёт 2) | Нестеров ? · Фомин ? · Александров 23' | Стадион: Локомотив Зрителей: 100 Судья: Александр Кулаков (Алма-Ата) |
| РШВСМ: Колосов, Банкожитенко, Евдокимов, Зайцев, Трофимов (к), Мельников (Гергель 80), Конюхов (Логачёв 60), Джайлауов (Уткельбаев 46), Кабыш (Каретников 70), Енсебаев, Зверев (Глазунов 46) Шахтёр (Караганда): Ишутин, Мищенко (к), Булахов, Александров, Кeксель (Павлюк 87), Лыженков (Предигер 55), Першин (Асылбаев 66), Дубков, Фомин, Нестеров, Пуль (Деркач 46) |       |                     |                                        |                                                                      |

| 6 августа 1989 20 тур | Химик (Джамбул)         | 2:1                 | Шахтёр (Караганда) | Джамбул                                                            |
| | Бельский ? · Шмариков ? | (отчёт 1) (отчёт 2) | Нестеров ?         | Стадион: Химик Зрителей: 12 000 Судья: Николай Дрютов (Целиноград) |
| Химик (Джамбул): Алиев, Демченко (Касымов 68), Кириллов (Пацай 46), Марьянков, Олейников (Колбешкин 80), Шмариков, Щербаков (к), Огай, Сыздыков, Бельский, Юдин (Павлюченко 46) Шахтёр (Караганда): Ледовских, Мищенко (к) (Кeксель 46), Павлюк, Деркач, Булахов, Александров, Першин (Лыженков 46), Дубков (Нестеров 46), Асылбаев, Предигер (Бем 78), Абильдаев (Пуль 46) |                         |                     |                    |                                                                    |

| 12 августа 1989 21 тур | Шахтёр (Караганда) | 1:2                 | Мелиоратор (Кзыл-Орда)    | Караганда                                                            |
| | Нестеров ?         | (отчёт 1) (отчёт 2) | Когай ? · Турмагамбетов ? | Стадион: Шахтёр Зрителей: 13 000 Судья: Александр Кулаков (Алма-Ата) |
| Шахтёр (Караганда): Ишутин, Мищенко (к), Булахов, Деркач, Кeксель, Лыженков, Александров (Павлюк 25), Дубков, Фомин, Нестеров, Пуль (Першин 57) Мелиоратор (Кзыл-Орда): Малисов, Кулумбетов, Ахмедов, Калымбетов, Есмуратов, Дочу, Жиров, Турмагамбетов, Холматов, Когай (Пестрецов 84), Ибрагимов (Греков 70, Абильдаев 76) |                    |                     |                           |                                                                      |

| 15 августа 1989 22 тур | Шахтёр (Караганда) | 1:1                 | Мелиоратор (Чимкент)     | Караганда                                                                |
| | Нестеров ? (пен.)  | (отчёт 1) (отчёт 2) | Иксанов ? · Толмачёв 56' | Стадион: Шахтёр Зрителей: 8 000 Судья: Александр Борисов (Семипалатинск) |
| Шахтёр (Караганда): Ишутин, Мищенко (к), Павлюк, Деркач, Кeксель, Лыженков, Булахов (Александров 65), Дубков, Фомин, Нестеров, Пуль (Грицаев 55, Першин 75) Мелиоратор (Чимкент): Радтке, Тётушкин, Иксанов (Жумаханов 75), Горбунов, Скляров, Тен (Айрих 46), Суюмагамбетов (Асанов 75), Ваганов, Кенжебаев, Яромко, Толмачёв |                    |                     |                          |                                                                          |

| 20 августа 1989 23 тур | Алай                | 2:1                 | Шахтёр (Караганда) | Ош                                                                 |
| | Куслин ? · Звягин ? | (отчёт 1) (отчёт 2) | Пуль ?             | Стадион: Центральный Зрителей: 6 000 Судья: Интиган Асланов (Баку) |
| Алай: Фахрутдинов, Куслин, Чура (Никитин 70), Пикулин, Грибцов, Ровенский, Кузнецов (к), Звягин, Ильченко, Хохлачёв, Лисичкин Шахтёр (Караганда): Ишутин, Мищенко (к), Павлюк, Деркач (Александров 25), Кeксель, Лыженков, Булахов (Предигер 25), Дубков, Першин (Асылбаев 69), Нестеров (Пуль 73), Грицаев (Ганевич 62) |                     |                     |                    |                                                                    |

| 23 августа 1989 24 тур | Алга                                               | 3:1                 | Шахтёр (Караганда)  | Фрунзе                                                              |
| | Фасахов ? · Макаров ? · Филимонов ? · Корзанов 13' | (отчёт 1) (отчёт 2) | Пуль ? · Деркач 20' | Стадион: Спартак Зрителей: 8 000 Судья: Серго Кварацхелия (Зугдиди) |
| Алга: Батраев, Корзанов (Маркин 80), Асанбаев, Закиров (к), Тойчиев, Макаров (Махмутов 78), Осиновский (Аджиев 11), Филимонов, Казьмирчук, Гудименко, Фасахов Шахтёр (Караганда): Ишутин, Мищенко (к), Павлюк, Деркач (Асылбаев 65), Кeксель, Лыженков (Пуль 46), Булахов (Предигер 40), Дубков, Фомин (Ганевич 60), Александров, Грицаев (Нестеров 52) |                                                    |                     |                     |                                                                     |

| 31 августа 1989 25 тур | Шахтёр (Караганда)              | 3:1                 | Восток                  | Караганда                                                           |
| | Грицаев ? · Пуль ? · Асылбаев ? | (отчёт 1) (отчёт 2) | Зеленцов ? · Щербаков ? | Стадион: Шахтёр Зрителей: 10 000 Судья: Владимир Миронов (Алма-Ата) |
| Шахтёр (Караганда): Ишутин, Мищенко (к), Павлюк, Деркач, Кeксель, Предигер (Нестеров 76), Асылбаев (Першин 83), Дубков (Абрамов 86), Пуль, Александров, Грицаев Восток: Ульянов (Худобин 16), Седешев, Салий, Федченко (к), Федоров, Момотов, Золотарёв, Щербаков, Авдеенко, Зеленцов, Акельев (Утробин 68) |                                 |                     |                         |                                                                     |

| 8 сентября 1989 27 тур | Авангард (Петропавловск) | 0:1                 | Шахтёр (Караганда) | Петропавловск                                                       |
| | Демченко 79'             | (отчёт 1) (отчёт 2) | Нестеров ?         | Стадион: Авангард Зрителей: 2 500 Судья: Альберт Карымов (Павлодар) |
| Авангард (Петропавловск): Мясковский, Сысоев, Демченко, Митрофанов, Захаров, Конюков, Мухамеджанов, Долгов, Кондрацкий, Виноградов (Арендт 60), Байбурин (Глуховский 15) Шахтёр (Караганда): Ишутин, Мищенко (к), Павлюк, Александров, Кeксель, Предигер (Деркач 70), Асылбаев (Першин 80), Дубков, Пуль (Лыженков 70), Нестеров (Абильдаев 85), Грицаев |                          |                     |                    |                                                                     |

| 11 сентября 1989 28 тур | Энергетик                                                            | 4:1                 | Шахтёр (Караганда)     | Кустанай                                                                  |
| | Финашутин ? · Смирнов ? · Беседа ? · Бабенко ? (пен.) · Кириллов 71' | (отчёт 1) (отчёт 2) | Грицаев ? · Першин 66' | Стадион: Трудовые резервы Зрителей: 6 000 Судья: Евгений Шкарин (Чимкент) |
| Энергетик: Кузнецов, Терешонок (Будник 46), Кучерук, Попырко, Ширяев, Смирнов, Бабенко, Лелюк (Беседа 70), Кириллов, Финашутин, Дудкин (к) Шахтёр (Караганда): Ишутин, Мищенко (к), Павлюк, Деркач, Александров (Абильдаев 85), Лыженков (Предигер 60), Асылбаев (Першин 60), Дубков, Пуль, Нестеров, Грицаев |                                                                      |                     |                        |                                                                           |

| 16 сентября 1989 29 тур | Шахтёр (Караганда) | 1:0                 | Экибастузец | Караганда                                                                 |
| | Пуль ?             | (отчёт 1) (отчёт 2) |             | Стадион: Шахтёр Зрителей: 8 000 Судья: Григорий Сысоев (Усть-Каменогорск) |
| Шахтёр (Караганда): Ишутин, Мищенко (к), Павлюк, Деркач, Александров, Лыженков, Асылбаев, Дубков, Пуль, Нестеров (Предигер 89), Грицаев (Абильдаев 85) Экибастузец: Пестрецов, Спарышев, Кадейкин, Гнездилов (к), Тумабаев, Зайцев (Щёткин 46), Решетнев, Курганский, Сафонов (Карзаков 46), Белов, Тризна |                    |                     |             |                                                                           |

| 19 сентября 1989 30 тур | Шахтёр (Караганда) | 0:0                 | Целинник (Целиноград) | Караганда                                                           |
| |                    | (отчёт 1) (отчёт 2) |                       | Стадион: Шахтёр Зрителей: 5 000 Судья: Владимир Мостовой (Алма-Ата) |
| Шахтёр (Караганда): Ишутин, Мищенко (к), Павлюк, Деркач, Александров, Лыженков, Асылбаев, Дубков, Пуль, Нестеров, Грицаев Целинник (Целиноград): Гроздов, В. Коньков, Ю. Коньков, Близнюк, Свечников, Азовский, Ташенев, Сорокин, Притеев, Демян (к), Кариев |                    |                     |                       |                                                                     |

| 27 сентября 1989 31 тур | Шахтёр (Караганда) | 1:0                 | Джезказганец | Караганда                                                        |
| | Деркач ?           | (отчёт 1) (отчёт 2) |              | Стадион: Шахтёр Зрителей: 1 800 Судья: Виктор Абгольц (Алма-Ата) |
| Шахтёр (Караганда): Ишутин, Мищенко (к), Павлюк, Деркач, Александров, Лыженков, Асылбаев, Дубков, Пуль (Кeксель 85), Нестеров, Грицаев Джезказганец: Борисов, Пантин, Митаенко, Копылов, Дёмин, Бектурганов, Ибраев (к), Бондарь, Бадагулов, Чиглинцев, Казаков (Исаков 53) |                    |                     |              |                                                                  |

| 7 октября 1989 33 тур | Уралец (Уральск) | 0:2                 | Шахтёр (Караганда)       | Уральск                                                              |
| | Коновалов 27'    | (отчёт 1) (отчёт 2) | Александров ? · Першин ? | Стадион: Авангард Зрителей: 1 000 Судья: Николай Объедков (Алма-Ата) |
| Уралец (Уральск): Жебин, Коновалов (к), Мищенко, Баранов, Ротганг, Ваулин, Исаев (Филимонов 46), Ленченко, Глевич (Ашрапов 75), Засимов, Борисовский Шахтёр (Караганда): Ишутин (Ледовских 85), Мищенко (к) (Гелажень 85), Павлюк, Деркач, Александров, Лыженков, Асылбаев (Першин 30), Дубков, Пуль (Абильдаев 80), Нестеров (Кeксель 80), Грицаев |                  |                     |                          |                                                                      |

| 10 октября 1989 34 тур | Актюбинец | 0:1                 | Шахтёр (Караганда) | Актюбинск                                                                 |
| |           | (отчёт 1) (отчёт 2) | Кeксель ?          | Стадион: Центральный Зрителей: 6 000 Судья: Агзам Хисамутдинов (Павлодар) |
| Актюбинец: Лабунец, Сеновалов (к), Гусев, Кистер, Рябко (Курнаев 75), Бугай, Ганин (В. Иванов 55), Яковлев, Заграднюк, Шапкин, Хлыстунов (Ю. Иванов 46, Михальчук 80) Шахтёр (Караганда): Ишутин, Мищенко (к), Павлюк, Деркач, Александров, Лыженков, Першин, Дубков, Кeксель, Нестеров (Пуль 85), Грицаев (Абильдаев 88) |           |                     |                    |                                                                           |

| 13 октября 1989 26 тур | Шахтёр (Караганда) | 0:1                 | Трактор (Павлодар) | Караганда                                                             |
| |                    | (отчёт 1) (отчёт 2) | Просеков ? (пен.)  | Стадион: Шахтёр Зрителей: 4 000 Судья: Владимир Калашников (Шевченко) |
| Шахтёр (Караганда): Ишутин, Мищенко (Бем 46), Павлюк, Деркач, Александров, Лыженков, Кeксель, Дубков, Першин, Нестеров, Грицаев Трактор (Павлодар): Высоцкий, Рылов, Слепнёв (Гончаренко 59), Манюк, Берников, Гладких, Кучерявых (Гуров 46), Просеков (к), Иванов, В. Новиков, Садуов |                    |                     |                    |                                                                       |

| 16 октября 1989 35 тур | Шахтёр (Караганда)                | 3:1                 | Жетысу                                                              | Караганда                                                           |
| | Мищенко ? · Кeксель ? · Грицаев ? | (отчёт 1) (отчёт 2) | Жанузаков ? 72' · Карпенко 71' · Московченко 75' · Пискунов 77' 80' | Стадион: Шахтёр Зрителей: 2 000 Судья: Владимир Мостовой (Алма-Ата) |
| Шахтёр (Караганда): Ишутин, Мищенко (к), Павлюк, Деркач, Александров, Лыженков, Першин, Дубков (Бем 86), Кeксель, Нестеров, Грицаев (Пуль 84) Жетысу: Ерохин, Абдрахманов, А. Кожабергенов (к), Афельченко, Абдуалиев, Пискунов, Тимонин, Московченко (Низаметдинов 78), Карпенко, Дузев, Жанузаков (Иманкулов 88) |                                   |                     |                                                                     |                                                                     |

| 19 октября 1989 36 тур | Шахтёр (Караганда)             | 3:2                 | Спартак (Семипалатинск)   | Караганда                                                      |
| | Деркач ? · Нестеров ? · Пуль ? | (отчёт 1) (отчёт 2) | Пономаренко ? · Рымбаев ? | Стадион: Шахтёр Зрителей: 3 000 Судья: Сергей Гусев (Алма-Ата) |
| Шахтёр (Караганда): Ишутин (Ледовских 42), Мищенко (к), Павлюк, Деркач, Александров, Лыженков (Гелажень 80), Першин, Дубков, Кeксель, Нестеров (Пуль 60), Грицаев (Бем 75) Спартак (Семипалатинск): Балахонов, Ильясов, Цареградский, Рымбаев, Ставский, Сламбеков, Замотин, Пономаренко (Логинов 80), Парфентьев, Сидоров, Рыков |                                |                     |                           |                                                                |

## Статистика

### Матчи и голы
| № | Поз. | Имя                  | Лига | Лига |
| № | Поз. | Имя                  | Игры | Голы |
| - | ---- | -------------------- | ---- | ---- |
| ? | Вр   | Евгений Иванов       | 0    | 0    |
| ? | Вр   | Юрий Ишутин          | 33   | -32  |
| ? | Вр   | Константин Ледовских | 3    | -3   |
| ? | Вр   | Александр Фальков    | 1    | 0    |
| ? | Защ  | Куат Аймагамбетов    | 0    | 0    |
| ? | Защ  | Вадим Александров    | 29   | 1    |
| ? | Защ  | Владимир Вагнер      | 0    | 0    |
| ? | Защ  | Сергей Ганевич       | 2    | 0    |
| ? | Защ  | Юрий Гелажень        | 2    | 0    |
| ? | Защ  | Василий Деркач       | 33   | 2    |
| ? | Защ  | Сергей Мищенко       | 34   | 1    |
| ? | Защ  | Владимир Павлюк      | 33   | 0    |
| ? | Защ  | Нугзар Тедешвили     | 13   | 0    |
| ? | ПЗ   | Иван Абрамов         | 1    | 0    |
| ? | ПЗ   | Виктор Асылбаев      | 25   | 1    |
| ? | ПЗ   | Андрей Бем           | 5    | 0    |
| ? | ПЗ   | Виктор Булахов       | 20   | 0    |
| ? | ПЗ   | Валерий Гладилин     | 0    | 0    |
| ? | ПЗ   | Александр Давыдов    | 10   | 0    |
| ? | ПЗ   | Сергей Дубков        | 30   | 2    |
| ? | ПЗ   | Анатолий Кeксель     | 29   | 2    |
| ? | ПЗ   | Валерий Лыженков     | 31   | 3    |
| ? | ПЗ   | Игорь Маликов        | 0    | 0    |
| ? | ПЗ   | Александр Першин     | 24   | 1    |
| ? | ПЗ   | Сергей Предигер      | 11   | 1    |
| ? | ПЗ   | Дмитрий Шейерман     | 0    | 0    |
| ? | Нап  | Аскар Абильдаев      | 7    | 0    |
| ? | Нап  | Сергей Грицаев       | 31   | 9    |
| ? | Нап  | Александр Нестеров   | 32   | 9    |
| ? | Нап  | Михаил Павлов        | 0    | 0    |
| ? | Нап  | Вячеслав Пуль        | 29   | 8    |
| ? | Нап  | Игорь Тихомиров      | 0    | 0    |
| ? | Нап  | Валерий Фомин        | 15   | 6    |
| ? | Нап  | Вячеслав Цуканов     | 0    | 0    |